# Tardi-ér
A Tardi-ér (régebbi nevén Orosz-ér) egy csatornázott kisvízfolyás Borsod-Abaúj-Zemplén vármegyében. Tardtól délre ered a Bükkalján és Szentistvántól D-re a Csincse övcsatornába ömlik a Borsodi-mezőség területén. A Mezőkövesd-Mezőkeresztes repülőtér felszíni vizeinek fő levezetője.

## Lefolyása

### Vízrajzi adatai
A vízfolyás hossza 11,5 km. Vízgyűjtő területe 40,7 km². Közepes vízhozama a torkolatban 0,07 m³/s, a legkisebb vízhozama 0, a legnagyobb vízhozama 15 m³/s. Egyes években, főleg az augusztusi kisvíz idején teljes hosszában kiszárad.

## Állatvilága
Bodorka (Rutilus rutilus), Vörösszárnyú keszeg (Scardinius erythrophthalmus), Jászkeszeg (Leuciscus idus), Küsz (Alburnus alburnus), Karikakeszeg (Blicca bjoerkna), Dévérkeszeg (Abramis brama), Razbóra (Pseudorasbora parva), Szivárványos ökle (Rhodeus amarus), Ezüstkárász (Carassius gibelio), Ponty (Cyprinus carpio), Réticsík (Misgurnus fossilis), Vágócsík (Cobitis elongatoides), Fekete törpeharcsa (Ameiurus melas).

## Partmenti települések
- Szentistván